# Tatev Abrahamyan
Tatev Abrahamyan (en armenio: Տաթև Աբրահամյան) (Ereván, 13 de enero de 1988) es una ajedrecista estadounidense de origen armenio. Ha sido reconocida por la FIDE con el título de Gran Maestra.

## Primeros años
Abrahamyan se trasladó de Armenia a los Estados Unidos en 2001, pasando a residir en Glendale (California). Estudió en el Anderson W. Clark Magnet High School de La Crescenta-Montrose. Se graduó en 2011 en la Universidad Estatal de California, Long Beach, con una doble especialización en Psicología y Ciencias Políticas.

## Carrera
Abrahamyan empató en el primer puesto con Nana Dzagnidze y Varvara Kirillova en la sección femenina Sub-12 del Campeonato Europeo Juvenil de Ajedrez de 1999, obteniendo la medalla de bronce en el desempate. En 2005 empató en el primer puesto del Campeonato Femenino de Ajedrez de Estados Unidos y perdió el partido de desempate contra Rusudan Goletiani. En 2006, Abrahamyan ganó la sección femenina Sub-18 del Festival Panamericano de Ajedrez Juvenil, celebrado en Cuenca (Ecuador), con una puntuación perfecta de 9/9 puntos.
En 2008, Abrahamyan ganó el Premio Diosa del Ajedrez por su juego inflexible. Empató en segundo lugar con Anna Zatonskih en el Campeonato Femenino de Estados Unidos de 2010, por detrás de la ganadora Irina Krush, que logró una puntuación de 8/9, y volvió a quedar segunda en 2011 tras empatar con Zatonskih en una partida de desempate «Armageddon». Compitió en el Campeonato Mundial Femenino de Ajedrez en 2012 y 2015.
En competiciones por equipos, ha representado a Estados Unidos en la Olimpiada Femenina de Ajedrez y en el Campeonato Mundial Femenino de Ajedrez por Equipos.